# 이호현사항
이호현사항은 제주특별자치도 제주시 이호동에 있는 어항이다. 2006년 3월 13일 어촌정주어항으로 지정되었다. 관리청은 제주시, 시설관리자는 제주시장이다.

## 어항 연혁
현사마을은 바닷가에 모래가 검기 때문에 속칭 "검은모살" 혹은 "덕지동"이라 불리는데, 이 현사마을 역시 본동과 같이 천재지변으로 하룻밤 사이에 마을이 매몰 되었다가 그 후 1812년 경 정주현이라는 사람이 마을 바닷가 쪽에 처음 입주하면서 마을이 형성되었다고 한다. 이 동네는 한편 논이 있기 때문에 "덕지답"혹은 당이 있기 때문에 "남당"이라고 불리기도 했다.

## 어항 구역
- 수역: 25,412m2[1]

## 어항 시설
현재까지 방파제 150m, 물양장 126m가 축조되어 있다.